# サデュアッテス
サデュアッテス（Sadyattes）はリュディア王国メルムナデス朝の第3代目の王。ヘロドトスによると在位期間は紀元前629年 - 紀元前617年、または紀元前624年 - 紀元前610年。神話的存在のヘラクレス朝に同名の王がいるため、サデュアッテス2世とも呼ばれる。

## 来歴
アルデュスの息子。「サデュアッテス」というリュディア語は日本語で「強き父」を意味する。古代ギリシアの歴史家ヘロドトスによれば、サデュアッテスはリュディアにとって脅威だったキンメリア人を最終的にアナトリア半島から追い出すことに成功したという。またギリシア人の都市スミュルナを征服し、クラゾメナイやミレトスに対する戦争を行った。暗殺されたという。